# Victor Deguise
Victor Deguise belga katonatiszt (1855–1922), az első világháború során Antwerpen védelmét vezette.

## Pályafutása
1877-ben lépett be a belga hadsereg műszaki alakulatába hadnagyi rendfokozatban. 1888-ra kinevezték a belga katonai akadémia erődítményekért felelős professzorának. 1909 és 1911 között a Brüsszelben állomásozó műszaki alakulat parancsnoka volt, majd a 3. katonai körzet erődítményekért felelős igazgatója lett.
Az első világháború kitörésekor Deguise éppen Antwerpen katonai kormányzója volt. Az 1914. augusztus 3-án kezdődő német támadás után Deguise azt a parancsot kapta, hogy mindenáron tartsa meg Antwerpent, amely lehetővé tette volna a szövetséges erők partraszállását.
Deguise vezetésével a védők, akiket 8000 fős brit különítmény támogatott, egészen október elejéig ellent tudtak állni a német támadásoknak. Eddigre azonban a tábornok erőfeszítései, a védők hősiessége és a britek támogatása sem volt elég ahhoz, hogy az időközben beérkezett német ostromtüzérségnek (többet között bevetették a Vastag Berta néven ismert mozsarakat is) ellenálljanak. Antwerpen ostroma 1914. október 9-én befejeződött, másnap a tábornok formálisan is megadta magát a németeknek. A megadás ellenére megmaradt katonái többségével a szomszédos, semleges Hollandiába menekült és ott maradt a háború végéig.